# Shuichi Sakai
Shuichi Sakai (酒井 崇一 Sakai Shuichi?, Kumamoto, 13 de mayo de 1996) es un futbolista japonés que juega como defensa en el A. C. Nagano Parceiro de la J3 League.

## Trayectoria
En 2019 se unió al Roasso Kumamoto.

## Clubes
| Club                           | País  | Año       |
| ------------------------------ | ----- | --------- |
| Roasso Kumamoto                | Japón | 2019-2022 |
| Thespa Gunma                   | Japón | 2023-2024 |
| Kataller Toyama                | Japón | 2025-     |
| A. C. Nagano Parceiro (cedido) | Japón | 2025-     |